# Albatros de Brest
Les Albatros de Brest je hokejový klub z Brestu, který hraje francouzskou Divizi 1. Klub byl založen roku 1991. Jejich domovským stadionem je Rinkla Stadium s kapacitou 1100 diváků.

## Vítězství
- Francouzská liga ledního hokeje – 1996 a 1997